# Martial Locatelli
Martial Locatelli (Vesoul, 31 juli 1971) is een Frans voormalig wielrenner.

## Palmares
1991
- Frans Kampioenschap ploegentijdrit

1992
- Frans kampioenschap ploegentijdrit voor militairen
- 2e etappe Tour du Loir-et-Cher

1993
- Ronde van de Moezel

1995
- 6e etappe Mi-août bretonne

1997
- Ronde van de Somme
- 1e en 5e etappe en eindklassement Ronde van Navarra
- 1e en 4e etappe en eindklassement Ronde van de Moezel
- Tijdrit op de Middellandse Zeespelen

1998
- Tour de Gironde
- Boucles de la Mayenne

1999
- Tour de Loire-Atlantique
- Tour du Béarn

2000
- 2e etappe en eindklassement Ronde van Bretagne

Wielerploegen van Martial Locatelli
Arroyo ·
Bourgeot ·
Bouvard ·
Caritoux ·
Chanteur ·
Delbove ·
Delphis ·
Guazzini ·
Kasputis ·
Kirsipuu ·
Kozlitin ·
Locatelli ·
Manin ·
Philipot ·
Pineau ·
Vermey ·
Mengin (stagiair) ·
Moreau (stagiair) ·
Prétot (stagiair) 
Agnolutto ·
Aubier ·
Barthe ·
Bessy ·
Bordenave ·
Chanteur ·
de Las Cuevas ·
Gougot ·
Jarno (tot 31/08) ·
Kasputis ·
Kirsipuu ·
Locatelli ·
Mengin ·
Bouniot (stagiair) ·
Lefèvre (stagiair) ·
Meneghetti (stagiair) 